# Nina Byers
Nina Byers (Los Angeles, 19 gennaio 1930 – Santa Monica, 5 giugno 2014) è stata una fisica, docente e ricercatrice statunitense, professoressa emerita presso il Dipartimento di Fisica e Astronomia della UCLA.

## Biografia
Nina Byers si laureò presso l'Università di Berkeley nel 1950 ed ottenne un dottorato di ricerca presso l'Università di Chicago nel 1956.

Byers condusse analisi fenomenologiche ed osservazioni sperimentali che portarono ad importanti progressi teorici nella fisica delle particelle e nella teoria della superconduttività. All'interno della sua pubblicazione "Theoretical considerations concerning quantized magnetic flux in superconductors", dimostrò che l'osservazione della quantizzazione del flusso nei superconduttori in unità di hc/2e è un'evidenza sperimentale per l'accoppiamento di elettroni proposto dalla teoria BCS della superconduttività (teorema di Byers-Yang).
Oltre alla pubblicazione dei suoi lavori scientifici, la Byers ha scritto numerosi articoli e libri riguardanti i contributi apportati alla fisica moderna da parte di studiose e scienziate donne. Ha sviluppato il sito Web Contributions of 20th Century Women to Physics, che documenta contributi originali ed importanti alla fisica di oltre 80 fisici e scienziate donne del ventesimo secolo.